# Jack Garrick
J.A.F. (Jack) Garrick (ur. 1928, zm. 2018) – nowozelandzki ichtiolog specjalizujący się w spodoustych. Karierę zawodową rozpoczął w 1950 roku na Uniwersytecie Wiktorii w Wellington na Nowej Zelandii, gdzie w 1971 roku otrzymał tytuł profesora. Pierwszą pracę naukową napisał w 1951 roku. W 1990 roku przeszedł na emeryturę. Był autorem wielu książek i artykułów naukowych na temat rekinów i płaszczek. W 1957 roku opisał gatunek rekina Etmopterus baxteri oraz odkrył nowozelandzkie siedliska gardłosza atlantyckiego (Hoplostethus atlanticus), przynoszące co roku miliony dolarów zysku.